# Marianthus villosus
Marianthus villosus är en tvåhjärtbladig växtart som beskrevs av George Bentham. Marianthus villosus ingår i släktet Marianthus och familjen Pittosporaceae. Inga underarter finns listade.